# گمینا الکساندروف ووزکی
گمینا الکساندروف ووزکی (به لهستانی:  Gmina Aleksandrów Łódzki) یک گمینا در لهستان است که در شهرستان ازگیش واقع شده‌است. گمینا الکساندروف ووزکی ۲۱۳٫۵۰ کیلومتر مربع مساحت و ۲۱٬۲۵۷ نفر جمعیت دارد.